# Субодх Гупта
Субодх Гупта (*1964 ) — сучасний індійський художник і скульптор, авангардист.

## Життєпис
Походив з родини працівника залізниці. Народився у 1964 році у м. Кхагаул поблизу м.Патна (штат Біхар). Замолоду виявив інтерес до мистецтва. У 1983 році поступив до коледжу мистецтва та графіки у м. Патна, який закінчив у 1989 році із ступіню бакалавра. Вже у 1983 році бере участь у груповій виставці у Патні. У 1986 році відбулася перша персональна виставка Гупти. З 1993 року бере активну участь у групових виставках поза межами Індії. Загалом на сьогодні Гупта брав участь у більш ніж 150 групових та близько 40 персональних виставках в багатьох країнах Європи (зокрема в Україні), США, Канаді, Азії. Часто виставляється в Індії.
Міжнародний успіх приходить у 2007 році — за монументальну інсталяцію «Три мавпи Ганді». Того ж року уклав контракт з відомою галереєю Hauser & Wirth. За останній час роботи С.Гупти стають все більш дорогими. У 2005 році його картина «Рибалка» було продано на Sotheby's за 13 тисяч доларів. У 2007 році вартість його робіт піднялася до 130–280 тисяч євро. Представники аукціонного будинку Arturial зважилися на виставку індійської тематики і включили роботи художників з Індії в каталог аукціону сучасного мистецтва 3 квітня 2008 року. Тоді інсталяція Субодха Гупти «Транспорт для семи морів» була продана за 425 тисяч євро. Того ж року іншу роботу Гупти було продано за 651 тисяч євро.
З часом відомість митця лише зростає. Натепер С.Гупта мешкає та працює в Нью-Делі.

## Творчість
Свій перший художній досвід він придбав, беручи участь в гіндімовних постановках подорожуючого театру в рідному штаті Біхар. Творчість Гупти охоплює скульптуру, живопис, фотографію, інсталяцію, перформанс.
С.Гупта використовує індійський металевий кухонний посуд — тарілки, кубки, чашки, контейнери, кухонні прилади, судини, горщики і каструлі — начиння. Серед найбільш дивного використання нержавіючого металевого кухонного начиння привертає увагу ретельна розробка конструкцій, зроблених з звичайних стрічкових конвеєрів («Корова», 2004 рік).
З часом митець став використовувати інші матеріали — бронзу і мармур. Вони виявилися б більш придатними для монументів і пам'ятників елітного класу. В картинах перш за все використовує олію. Класичними стали роботи інсталяції «Ривок віри» (2006 рік), «НЛО» (2007 рік), картина «Алі Баба» (2009 рік).

## Посилання

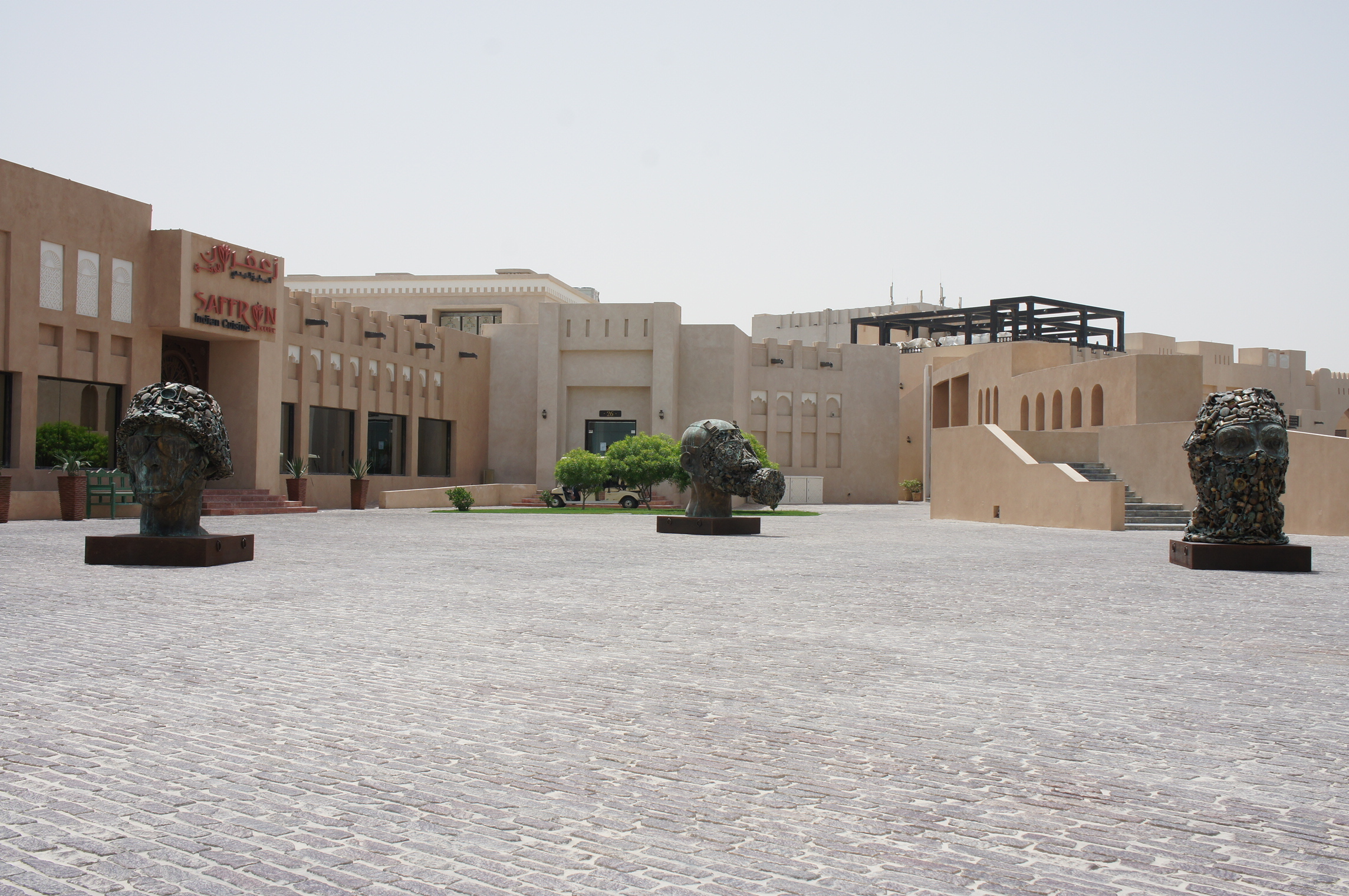
Три мавпи Ганді
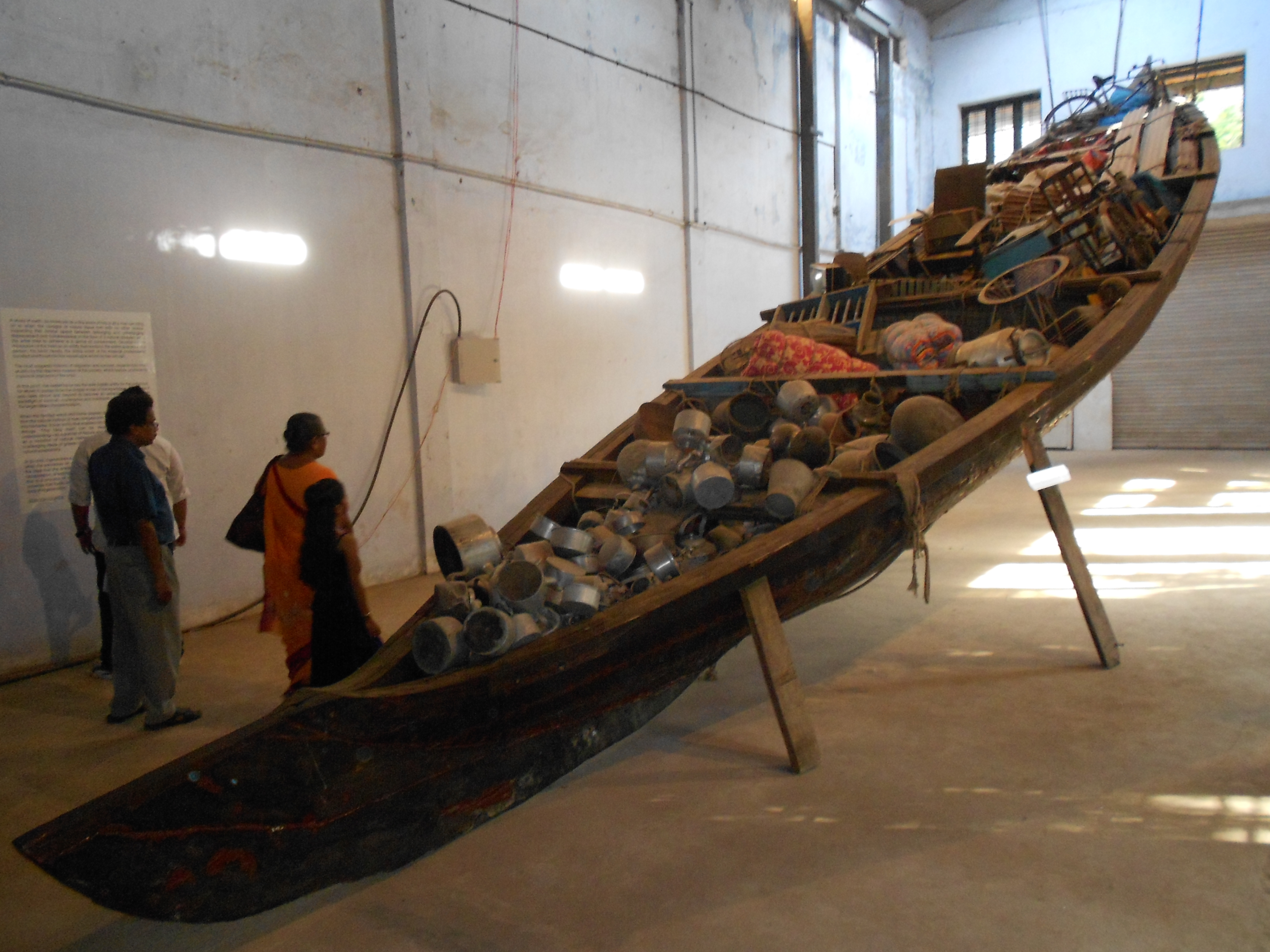
Що судно містить, чого річка не робить